# Pseudotrogulus
Genre
Pseudotrogulus est un genre d'opilions laniatores de la famille des Gonyleptidae.

## Distribution
Les espèces de ce genre sont endémiques du Brésil. Elles se rencontrent dans les États de Rio de Janeiro, de São Paulo et du Paraná.

## Liste des espèces
Selon World Catalogue of Opiliones (26/08/2021) :
- Pseudotrogulus funebris Pinto-da-Rocha & Firmo, 2002
- Pseudotrogulus mirim Kury, 1992
- Pseudotrogulus pagu DaSilva & Pinto-da-Rocha, 2010
- Pseudotrogulus telluris Roewer, 1932
- Pseudotrogulus trotskyi DaSilva & Pinto-da-Rocha, 2010

## Publication originale
- Roewer, 1932 : « Weitere Weberknechte VII (7. Ergänzung der: "Weberknechte der Erde", 1923) (Cranainae). » Archiv für Naturgeschichte, (N.F.), vol. 1, p. 275–350.